# Tijucas (tiểu vùng)
Tijucas là một tiểu vùng thuộc bang Santa Catarina, Brasil. Tiều vùng này có diện tích 2128 km², dân số năm 2007 là 69804 người.